# Distrito de Karasu (Kostanay)

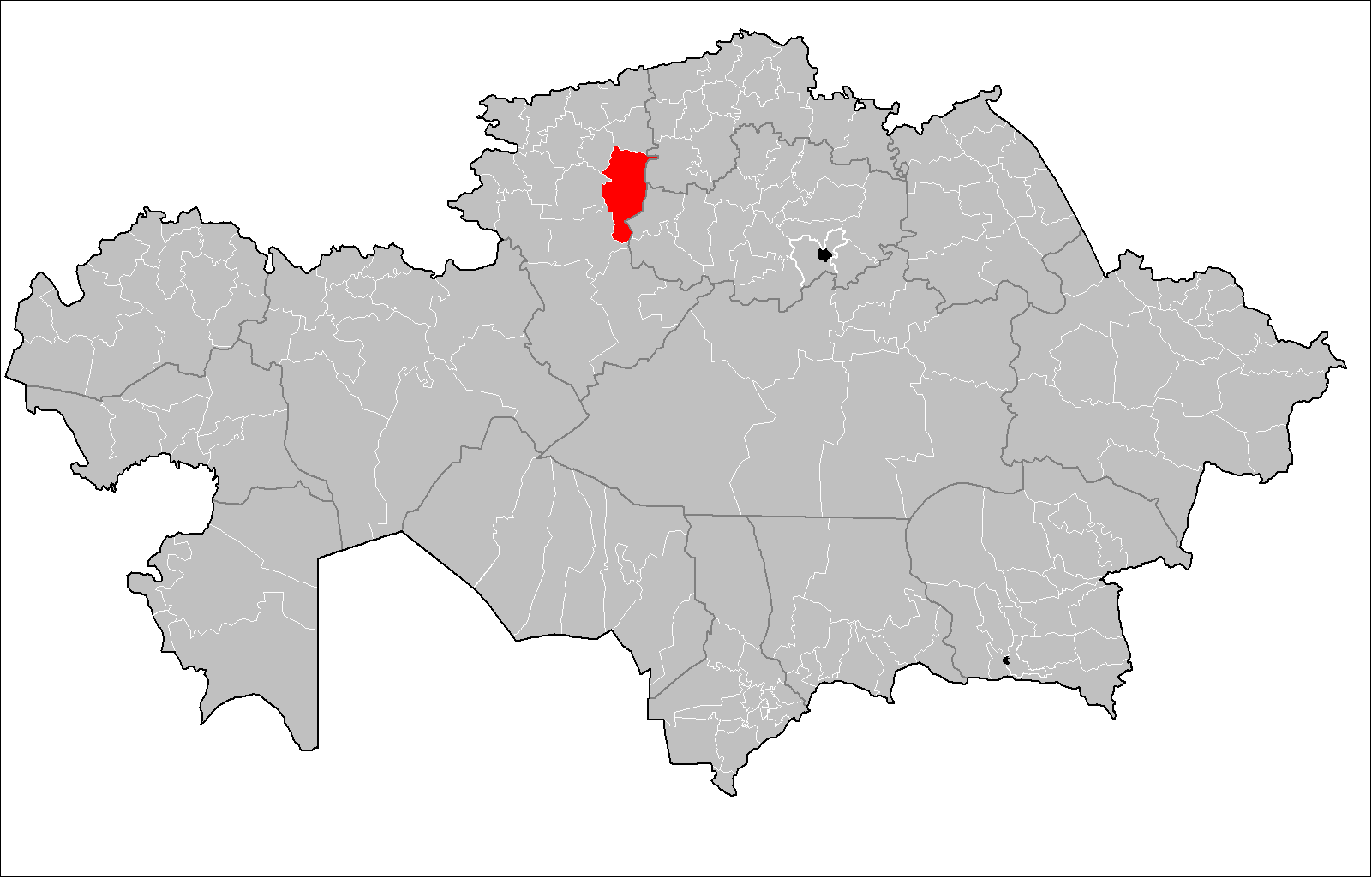
Ubicación del distrito en mapa nacional

Karasu (en kazajo Қарасу ауданы) es uno de los 16 distritos en los que se divide la provincia de Kostanái, Kazajistán.

## Población
Según el censo de 1999, tenía 37.360 habitantes. Para el censo de 2009 se había registrado un importante descenso de la población y se contabilizaron 29 238 habitantes.